# Pics du Says
Les pics du Says sont un sommet du massif des Écrins culminant à 3 422 m d'altitude.